# Comtés de l'État de l'Indiana
L'État américain de l’Indiana est divisé en 92 comtés (counties).

## Liste des comtés
| - Adams - Allen - Bartholomew - Benton - Blackford - Boone - Brown - Carroll - Cass - Clark - Clay - Clinton - Crawford - Daviess - Dearborn - Decatur - DeKalb - Delaware - Dubois - Elkhart - Fayette - Floyd - Fountain - Franklin - Fulton - Gibson - Grant - Greene - Hamilton - Hancock - Harrison |  | - Hendricks - Henry - Howard - Huntington - Jackson - Jasper - Jay - Jefferson - Jennings - Johnson - Knox - Kosciusko - Lagrange - Lake - LaPorte - Lawrence - Madison - Marion - Marshall - Martin - Miami - Monroe - Montgomery - Morgan - Newton - Noble - Ohio - Orange - Owen - Parke - Perry |  | - Pike - Porter - Posey - Pulaski - Putnam - Randolph - Ripley - Rush - Saint-Joseph - Scott - Shelby - Spencer - Starke - Steuben - Sullivan - Switzerland - Tippecanoe - Tipton - Union - Vanderburgh - Vermillion - Vigo - Wabash - Warren - Warrick - Washington - Wayne - Wells - White - Whitley |